# 위키백과 편집으로 인해 투옥된 인물 목록
위키백과 편집으로 인해 투옥된 인물 목록이다.
수많은 위키백과 편집자들이 자유 저작물 온라인 백과사전에 기여했다는 이유로 정부에 의해 투옥되었다.

## 나라별 목록

### 벨라루스
벨라루스의 러시아 위키백과 편집자 마크 번스타인(러시아어: Марк Израйлевич Бернштейн)은 2022년 러시아의 우크라이나 침공에 관한 위키백과 문서를 편집하여 2022년 러시아 전쟁 검열법을 위반한 혐의로 2022년 3월 11일 구금되었으며 15일간의 구금과 3년간의 자유 제한을 받았다.
벨라루스어 위키백과의 벨라루스인 편집자인 파벨 페르니카우(Pavel Pernikaŭ, 벨라루스어: Павел Аляксандравіч Пернікаў)는 2022년 4월 7일에 위키백과에서 벨라루스의 정치적 탄압에 관한 두 가지 편집 내용을 포함하여 "벨라루스 공화국을 불명예스럽게 하는" 온라인 게시물을 게시한 혐의로 범죄자 수용소에서 2년형을 선고 받았다.

### 사우디아라비아
사우디아라비아의 아랍어 위키백과 관리자였던 오사마 칼리드(아랍어: أسامة خالد)는 "국내 정치 활동가의 박해에 대해 비판적인 편집을 하여 여론을 흔들고 공공 도덕을 위반"한 혐의로 2020년 9월에 5년의 징역형을 선고 받았다. 현재 아랍세계를 위한 민주주의(Democracy for the Arab World Now)와 레바논 비정부기구 SMEX에 따르면 칼리드의 형기는 정치범 형량 연장 캠페인의 일환으로 2022년 9월 32년으로 늘어났다.
아랍어 위키백과의 전 관리자이기도 한 지야드 알소피아니(아랍어: زياد السفياني)도 마찬가지로 해당 국가의 정치 운동가에 대한 박해에 대해 비판적인 편집을 함으로써 "여론을 흔들고 공중 도덕을 위반"한 혐의로 기소되었다. 2020년 9월 징역 8년을 선고받았다.

### 시리아
바셀 카르타빌(아랍어: باسل خرطبيل)은 위키백과를 포함한 여러 오픈 소스 프로젝트에 기여했다. 2012년 카르타빌의 체포는 카르타빌의 온라인 활동과 관련이 있을 가능성이 높다. 2015년 다마스쿠스 근처 아드라 교도소에서 처형되었다. 위키미디어 재단을 포함한 여러 조직은 2017년 카르타빌을 기리기 위해 처음 3년 동안 바셀 카르타빌 자유 문화 펠로우십(Bassel Khartabil Free Culture Fellowship)을 설립했다.

## 같이 보기
- 위키백과의 검열
- 피에르쉬르오트 군용 무선국
- 정치범